# Bernard Świerczyna
Bernard Piotr Świerczyna, ps. Max (ur. 23 lutego 1914 roku w Chropaczowie (dzisiejsza część Świętochłowic), zm. 30 grudnia 1944 w Auschwitz-Birkenau) — podporucznik rezerwy piechoty Wojska Polskiego, żołnierz Związku Walki Zbrojnej, członek i wpółorganizator ruchu oporu w Auschwitz.

## Życiorys
Był synem Piotra, robotnika zaangażowanego w pracę niepodległościową, członka Polskiej Organizacji Wojskowej i uczestnika trzech powstaniach śląskich. Rodzina Świerczynów przeniosła się do Mysłowic i zamieszkała w tzw. Bauvereinie. W Mysłowicach Bernard kontynuował naukę w szkole powszechnej. Od 1925 roku rozpoczął edukację w Państwowym Gimnazjum Męskim im. Tadeusza Kościuszki w Mysłowicach. Bernard Świerczyna należał do wielu organizacji, m.in.  Liga Obrony Przeciwpowietrznej, Ligi Morskiej i Kolonialnej i Orlęta Strzeleckie. Podejmował on starania w zdobywaniu wiedzy z zakresu wojskowości i kwalifikacji wojskowych. Swe zainteresowania wojskowo-sportowe wykorzystał w działalności Związku Harcerstwa Polskiego. Pisał wiersze, opowiadania, drobne utwory dramatyczne i teksty piosenek. Był redaktorem utworzonego w 1933 roku w mysłowickim Gimnazjum tygodnika literackiego "Kuźnica Ducha". Pisywał także do ogólnopolskich i lokalnych gazet młodzieżowych. W 1935 roku Bernard Świerczyna złożył egzamin maturalny i uzyskał świadectwo dojrzałości. 
W latach 1935–1936 odbył obowiązkową jednoroczną służbę wojskową, w trakcie której ukończył Dywizyjny Kurs Podchorążych Rezerwy 26 DP przy 18 Pułku Piechoty w Skierniewicach. Na stopień podporucznika został mianowany ze starszeństwem z 1 stycznia 1938 i 312. lokatą w korpusie oficerów rezerwy piechoty. W tym też roku rozpoczął pracę zawodową w Wydziale Skarbowym Urzędu Wojewódzkiego Śląskiego w Katowicach. Kilka dni przed wybuchem wojny zawarł związek małżeński z mysłowiczanką Adelajdą z Kierków. 28 sierpnia 1939 roku wcielony został do jednostki wojskowej, z którą udał się na ziemię lwowską. Po jej zajęciu przez Armię Czerwoną wrócił do Mysłowic i podjął pracę w miejscowym urzędzie skarbowym. Po kilku tygodniach został aresztowany przez gestapo i osadzony w obozie jenieckim w Łambinowicach, skąd zwolniony został pod koniec 1939 roku. W 1940 roku przeniósł się na bezpieczniejsze dla Polaków tereny Generalnego Gubernatorstwa. Rozpoczął działalność konspiracyjną na terenie Krzeszowic (na zachód od Krakowa), gdzie wstąpił w szeregi "Orła Białego" i Związku Walki Zbrojnej. 
14 czerwca 1940 roku został aresztowany przez gestapo w Krakowie, a 18 lipca przewieziony do niemieckiego obozu koncentracyjnego Auschwitz-Birkenau transportem z więzienia Montelupich. W KL Auschwitz otrzymał nr 1393. Ze względu na dobrą znajomość języka niemieckiego kierownictwo obozu zatrudniło Bernarda Świerczynę w charakterze pisarza w magazynie odzieżowym. Tu kontynuował pracę konspiracyjną, dzięki której rotmistrz Pilecki, przybyły do obozu 21.09.1940 roku na podstawie zebranych już materiałów opublikować je później aliantom. Po nawiązaniu współpracy z działaczami Związku Walki Zbrojnej i Związku Organizacji Wojskowej wszedł w skład ścisłego grona organizatorów ruchu oporu na terenie obozu oświęcimskiego. Bernard Świerczyna należał do najbardziej aktywnych członków ZWZ, a także  wszedł do dowództwa Rady Wojskowej Obozu. W 1944 roku podjął próbę ucieczki, podczas której został schwytany i ponownie osadzony w obozie, z zastosowaniem zaostrzonych rygorów. 30 grudnia 1944 roku Bernard Świerczyna został powieszony w ostatniej publicznej egzekucji na terenie KL Auschwitz. Osadzony przed egzekucja w podziemiach bloku 11, w celi nr 11 pozostawił po sobie ślad o wartości historycznej. Jest nim  wyryty na drzwiach celi śmierci wiersz, zakończony zwrotem łacińskim, który w przekładzie polskim brzmi: "Jak słodko umierać za Ojczyznę". Po 1945 roku, pośmiertnie Bernard Świerczyna odznaczony został Krzyżem Virtuti Militari klasy V, Śląskim Krzyżem Powstańczym i Krzyżem Oświęcimskim.